# North Hornell
North Hornell és una població dels Estats Units a l'estat de Nova York. Segons el cens del 2000 tenia 851 habitants.

## Demografia
Segons el cens del 2000, North Hornell tenia 851 habitants, 303 habitatges, i 210 famílies. La densitat de població era de 597,4 habitants per km².
Dels 303 habitatges en un 30,4% hi vivien nens de menys de 18 anys, en un 55,4% hi vivien parelles casades, en un 7,6% dones solteres, i en un 30,4% no eren unitats familiars. En el 26,1% dels habitatges hi vivien persones soles el 16,8% de les quals corresponia a persones de 65 anys o més que vivien soles. El nombre mitjà de persones vivint en cada habitatge era de 2,39 i el nombre mitjà de persones que vivien en cada família era de 2,88.
Per edats la població es repartia de la següent manera: un 19,6% tenia menys de 18 anys, un 4,7% entre 18 i 24, un 20,4% entre 25 i 44, un 24,2% de 45 a 60 i un 31% 65 anys o més.
L'edat mediana era de 48 anys. Per cada 100 dones de 18 o més anys hi havia 76,7 homes.
La renda mediana per habitatge era de 48.571 $ i la renda mediana per família de 61.125 $. Els homes tenien una renda mediana de 42.000 $ mentre que les dones 23.125 $. La renda per capita de la població era de 24.825 $. Entorn del 3,4% de les famílies i el 6,5% de la població estaven per davall del llindar de pobresa.